# Palazzo Taverna (Milano)
Palazzo Taverna, per esteso palazzo Taverna Trivulzio, è un palazzo storico di Milano situato in via Bigli n. 9.

## Storia e descrizione
L'edificio ha origine antica, tuttavia l'aspetto attuale è dovuto principalmente ai pesanti rifacimenti del XVI secolo. La facciata impostata su tre piani è molto austera: le finestre sono decorate con delle semplici cornici in muratura che ripetono la sagoma rettangolare delle apertura, mentre al secondo piano presentano dei balconcini nascosti quando le persiane sono chiuse. Il portale leggermente decorato presenta un arco a tutto sesto racchiuso da una modanatura rettilinea che sottolinea l'ingresso.
Dirigendosi verso il cortile si nota il passaggio d'ingresso decorato da peducci che reggono volte a vela con dipinti neoclassici. Il cortile al piano terra presenta un porticato di colonne di granito su tutti i lati, mentre al primo piano degno di nota è la balconata ricavata su tutti e quattro i lati in ferro risalente al periodo neoclassico.
Durante le Cinque giornate di Milano fu sede dalla notte fra il 18 e il 19 marzo 1848 del Podestà e della legazione municipale. Qui la mattina del 20 marzo si era costituito un Comitato di Guerra formato da Carlo Cattaneo, Enrico Cernuschi, Giulio Terzaghi, Giorgio Pompeo Litta, Carnevali, Dissoni, Torelli. Il pomeriggio stesso qui fu portato il maggior Ettinghausen, latore di una proposta di armistizio da parte del feldmaresciallo Radetzky. Qui, il 21 marzo si formò il governo provvisorio di Milano.
Il palazzo passò quindi ad Andrea Ponti che, con la collaborazione di Giuseppe Bertini e Luigi Cavenaghi, ne promosse un restauro completo nella seconda metà dell'Ottocento.